# Стульц, Джофф
Джо́ффри Мэ́нтон «Джофф» Стульц (англ. Geoffrey Manton "Geoff" Stults, род. 15 декабря 1977, Детройт, Мичиган) — американский актёр. Он известен по роли майора Уолтера Шермана в телесериале «Искатель». Также снимался во второстепенной роли в ситкоме «Бен и Кейт» в роли Уилла, парня Кейт и играл главную роль старшего сержанта Пита Хилла в комедийном сериале «Завербован».

## Ранняя жизнь
Стульц родился в Детройте, штат Мичиган в США, а вырос в Грин Маунтин Фоллс в Колорадо. Он окончил старшую школу Мэнитоу Спрингс. Он переехал в Лос-Анджелес и участвовал в театральных постановках колледжа, пока учился в колледже Уиттьер в городе Уиттьер, штат Калифорния.

## Личная жизнь
В июне 2005 года было объявлено, что Стульц встречается с актрисой Стейси Киблер, в прошлом профессиональным рестлером. Пара рассталась в 2010 году.

## Фильмография
| Год       | Русское название                             | Оригинальное название            | Роль                     | Примечания                  |
| --------- | -------------------------------------------- | -------------------------------- | ------------------------ | --------------------------- |
| 2000      | Все любят Рэймонда                           | Everybody Loves Raymond          | посыльный                | 1 эпизод                    |
| 2000      | ФАКультет                                    | Undressed                        | Дэйл                     | 3 эпизода                   |
| 2000      | Л. А. 7                                      | L.A. 7                           | Сэм                      | 1 эпизод                    |
| 2000      | Спин-Сити                                    | Spin City                        | Блэйк                    | 1 эпизод                    |
| 2001      | Основа для жизни                             | Grounded for Life                | обслуживающий номера     | 1 эпизод                    |
| 2004      | Добейся успеха вновь                         | Bring It On Again                | игрок в футбол           | эпизодическая роль          |
| 2004      | Шпионки                                      | D.E.B.S.                         | Бобби                    | эпизодическая роль          |
| 2004      | Джоуи                                        | Joey                             | Джейк                    | 1 эпизод                    |
| 2004      | Лас-Вегас                                    | Las Vegas                        | Джей                     | 1 эпизод                    |
| 2005      | Незваные гости                               | Wedding Crashers                 | Крэйг Гарт               | эпизодическая роль          |
| 2005      | Микс                                         | In the Mix                       | Чед                      | Второстепенная роль         |
| 2005      | Откровения юной невесты                      | Confessions of an American Bride | Люк Стинсон              | TВ фильм                    |
| 2006      | Развод по-американски                        | The Break-Up                     | Майк                     | Эпизодическая роль          |
| 2001-2006 | Седьмое небо                                 | 7th Heaven                       | Бен Кинкирк              | 23 эпизода                  |
| 2005-2006 | Встреча выпускников                          | Reunion                          | Питер Холланд            | 5 эпизодов                  |
| 2007-2008 | Дорога в осень                               | October Road                     | Эдди Латекка             | 19 эпизодов                 |
| 2008      | Экспресс: История легенды спорта Эрни Дэвиса | The Express                      | Боб Ланди                | Второстепенная роль         |
| 2009      | Мальчишник в Техасе                          | I Hope They Serve Beer in Hell   | Дэн                      | Главная роль                |
| 2010      | Слишком крута для тебя                       | She’s Out of My League           | Кэм                      | Второстепенная роль         |
| 2010      | Счастливый город                             | Happy Town                       | Томми Конрой             | 8 эпизодов                  |
| 2010      | Как я встретил вашу маму                     | How I Met Your Mother            | Макс                     | 2 эпизода                   |
| 2011      | Лучшие друзья и ребёнок                      | L!fe Happens                     | Николас                  | Второстепенная роль         |
| 2011      | Кости                                        | Bones                            | Уолтер Шерман            | 1 эпизод (6 сезон 19 серия) |
| 2011      | Дж. Эдгар                                    | J. Edgar                         | Рэймонд Кэффри           | Эпизодическая роль          |
| 2012      | Искатель                                     | The Finder                       | Уолтер Шерман            | Главная роль                |
| 2012-2013 | Бен и Кейт                                   | Ben and Kate                     | Уилл                     | 5 эпизодов                  |
| 2014      | Завербован                                   | Enlisted                         | старший сержант Пит Хилл | Главная роль                |
| 2015      | Зоо-апокалипсис                              | Zoo                              | агент ФБР Бен Шаффер     | 3 эпизода                   |
| 2017      | Дело храбрых                                 | Only the Brave                   | Трэвис Турбэфилл         |                             |
| 2021      | Ковбой Бибоп                                 | Cowboy Bebop                     | Чалмерс                  |                             |